# Isleta-Puerto-Guanarteme
Isleta-Puerto-Guanarteme, también conocido como Puerto-Canteras, es uno de los cinco distritos en que se divide administrativamente el término municipal de Las Palmas de Gran Canaria. Constituido el 17 de junio de 2004 por la fusión de los antiguos distritos IV (Puerto) y V (La Isleta), es el distrito número 3 del municipio y comprende parte del sector litoral de la bahía del Confital, el istmo de Guanarteme y la península de La Isleta, centro turístico e industrial de la ciudad. Tiene una extensión de 12,80 km² y una población de 71 412 habitantes. Es el tercer distrito con mayor densidad demográfica del municipio, con 5580 habitantes por kilómetro cuadrado.
El distrito aglutina a los barrios de Guanarteme, La Isleta y Santa Catalina-Canteras. sus límites: Mar, Autovía GC-2, Habana, Salvador Manrique de Lara, paseo de Chil, avenida José Mesa y López, Arsenal de Las Palmas, Mar

## Lugares de interés
En este distrito es donde se pueden encontrar algunas de las vías y plazas más conocidas de Las Palmas de Gran Canaria, como el paseo de Las Canteras, la avenida José Mesa y López, la plaza de España, la calle Fernando Guanarteme, la plaza del Pilar, el parque de Santa Catalina, la calle Juan Rejón o la plaza Manuel Becerra.
Asimismo, en el distrito se encuentran numerosos puntos de interés turístico y ciudadano como la playa de Las Canteras, El Confital, el Castillo de La Luz, el Auditorio Alfredo Kraus, el Mercado del Puerto de La Luz, el Edificio Woermann, el Museo Elder de la Ciencia y la Tecnología, así como varios centros comerciales, cines, restaurantes, hoteles, pequeños comercios y otros lugares de ocio y esparcimiento. En el entorno del parque de Santa Catalina se desarrollan los actos más multitudinarios del Carnaval de Las Palmas de Gran Canaria.
En este distrito se emplaza el polígono industrial de El Sebadal, surgido al amparo de las actividades económicas y el desarrollo del Puerto de La Luz y de Las Palmas que integra la zona franca, la zona de actividades logísticas (ZAL) y la Zona Especial Canaria (ZEC). 
- Auditorio Alfredo Kraus
- Castillo de la Luz
- El Confital
- Faro de La Isleta
- Mercado del Puerto de La Luz
- Península de La Isleta
- Playa de Las Canteras
- Puerto de Las Palmas
- Parque Santa Catalina
- Museo Elder de la Ciencia y la Tecnología
- Centro de Arte La Regenta